# エデル・チタディン・マルティンス
エデル（Éder）ことエデル・チタディン・マルティンス（Éder Citadin Martins、1986年11月15日 - ）は、ブラジル出身の元サッカー選手。元イタリア代表。現役時代のポジションはFW。祖父母はイタリア人。

## クラブ経歴

### キャリア初期
2003年にブラジルのクリシューマの下部組織に入団し、翌年にトップチームデビュー。
2005年にイタリア・セリエAのエンポリへ移籍。2007年3月18日のSSラツィオ戦でイタリアデビューを果たした。しかしデビュー後は出場機会に恵まれず、クラブもセリエBへ降格。翌シーズンもエンポリに残留したが、その後もベンチ生活が続いたため、2007年12月にセリエBのフロジノーネへ移籍。2008-09シーズンには33試合14得点を記録した。
フロジノーネでの活躍が評価され、2009年にセリエBのエンポリへ復帰。復帰1年目の2009-10シーズンに27得点を叩き出し、セリエB得点王に輝いた。

### サンプドリア
セリエAに所属するブレシア、チェゼーナへのレンタル移籍を経て、2012年1月にセリエBのサンプドリアへ移籍。冬移籍ながらも19試合5得点を記録し、セリエA昇格に貢献。
セリエA昇格後もクラブの中心選手として活躍し、2014-15シーズンには前半戦だけで19試合12得点を記録する活躍を見せた。

### インテル
2016年1月29日、インテルナツィオナーレ・ミラノに買い取り義務付の2年契約でレンタル移籍。契約は2020年夏までの4年半。背番号はサンプドリア時代と同じ23番。2016年1月31日に行われたACミランとのミラノダービーでインテルデビューを果たした。2016-17シーズンには退団したロドリゴ・パラシオに代わりキャプテンであるマウロ・イカルディの貴重な控えとして途中出場が大半ながらも8得点を挙げた。

### 江蘇蘇寧
2018年7月13日、江蘇蘇寧足球倶楽部に移籍した。2020シーズンは江蘇蘇寧の中国スーパーリーグ優勝に貢献するが、給料未払いなどの問題からクラブに不信感を抱き、不相応な待遇を受けたとしてクラブの親会社である蘇寧グループへの怒りをあらわし退団した。クラブは間も無く、中国スーパーリーグからの脱退を発表している。

### サンパウロ
2021年3月26日、サンパウロFCに移籍した。

## 代表歴
2015年3月22日、ブルガリアとのEURO2016予選、およびイングランドとの親善試合に向けたイタリア代表メンバーに初招集。
2015年3月28日に行われたEURO2016予選・ブルガリア戦に後半から途中出場しイタリア代表デビューを果たすと、試合終了間際に同点ゴールを挙げ、代表初得点を記録した。
UEFA EURO 2016では2016年6月17日に行なわれたグループリーグ第2節のスウェーデン戦で、0-0で迎えた88分に決勝ゴールを挙げイタリアのグループリーグ突破に貢献した。

## 所属クラブ
- クリシューマEC 2004-2005
- エンポリFC 2005-2007
- フロジノーネ・カルチョ 2007-2009
- エンポリFC 2009-2011

→ ブレシア・カルチョ 2010-2011 (loan)
→ ACチェゼーナ 2011-2012 (loan)
→ UCサンプドリア 2012 (loan)
- UCサンプドリア 2012-2016

→ インテルナツィオナーレ・ミラノ 2016 (loan)
- インテルナツィオナーレ・ミラノ 2016-2018
- 江蘇蘇寧足球倶楽部 2018-2020
- サンパウロFC 2021-2022
- クリシューマEC 2023-2024

## タイトル

### クラブ
江蘇蘇寧足球倶楽部
- 中国サッカー・スーパーリーグ (2020)

サンパウロ
- カンピオナート・パウリスタ (2022)

クリシューマ
- カンピオナート・カタリネンセ (2023)

### 個人
- セリエB得点王 ： 2009-10